# Carpelimus filous
Carpelimus filous – gatunek chrząszcza z rodziny kusakowatych i podrodziny kozubków.
Gatunek ten opisany został po raz pierwszy w 2020 roku przez Michaiła Gildienkowa na łamach „Russian Entomological Journal”. Jako lokalizację typową wskazano Genyem w kabupatenie Jayapura w indonezyjskiej prowincji Papua Zachodnia. Epitet gatunkowy oznacza po łacinie „nitkowaty” i odnosi się do kształtu wierzchołków paramer w genitaliach samca.
Chrząszcz o wydłużonym ciele długości 2,5 mm, lekko błyszczącym, ubarwionym czarno z brązowymi odnóżami i czułkami, porośniętym jasnymi i krótkimi szczecinkami. Głowa jest szersza niż dłuższa, u nasady szczególnie szeroka, w części szyjnej wyraźnie zwężona, nadzwyczaj drobno i gęsto punktowana, o niemal niewykształconych skroniach, wielokrotnie dłuższych od nich, dużych i wypukłych oczach złożonych, zaopatrzona w długie czułki z wszystkimi członami dłuższymi niż szerokimi. Przedplecze jest bardzo drobno, bardzo delikatnie i gęsto punktowane, a na jego dysku znajduje się mały, podłużnie owalny wcisk w części środkowo-przedniej, para nerkowatych wcisków pośrodku i para wąskich, półksiężycowatych wcisków u podstawy. Boki przedplecza są na przedzie zaokrąglone, a dalej proste. Okrągłe, słabo zaznaczone wciski zdobią tarczkę. Pokrywy są pokryte drobnymi, delikatnymi i gęsto rozmieszczonymi punktami. Powierzchnia odwłoka jest delikatnie szagrynowana.
Owad endemiczny dla indonezyjskiej części Nowej Gwinei, znany tylko z kabupatenów Jayapura i Nbire. Spotykany na nizinach, na rzędnych od 50 do 150 m n.p.m.